# Fallomyrma transversa
Fallomyrma transversa — викопний вид мурах з роду Fallomyrma (підродина Мирміцини). Виявлений в Європі в еоценовому бурштині (близько 40 млн років): рівненський бурштин (Україна), саксонський бурштин (Німеччина), скандинавський бурштин (Данія).

## Опис
Довжина близько 4 мм. Антени складаються з 12 члеників, на вершині виокремлюється 3-членикова булава. Очі великі, розташовані на передньобоковій частині голови. Мандибули з 7 зубчиками на жувальному краї. На проподеумі два коротких зубчики. Шпори на середніх та задніх гомілках прості.
Вид вперше описаний за 19 робочими мурахами з 17 шматочків бурштину в 2006 році мірмекологами Г. М. Длусським (МДУ, Москва) та О. Г. Радченко (Київ, Україна). Ззовні вид Fallomyrma transversa схожий на американський рід Oxyepoecus (у якого 11-членикові вусики і мандибули з 3 зубцями на жувальному краї), але ця схожість, ймовірно, конвергентна.